# Anssi
Anssi ist ein finnischer männlicher Vorname.

## Herkunft
Anssi ist eine finnische Form von Anselm.

## Namenstag
In Finnland feiert man den Namenstag am 21. April, in der orthodoxen Kirche am 15. Februar.

## Varianten
Eine finnische Variante des Vornamens ist Anselmi.

## Namensträger
- Anssi Jaakkola (* 1987), finnischer Fußballspieler
- Anssi Juutilainen (* 1956), finnischer Skilangläufer
- Anssi Kela (* 1972), finnischer Songschreiber und Sänger
- Anssi Koivuranta (* 1988), finnischer Skispringer und Nordischer Kombinierer
- Anssi Melametsä (* 1961), finnischer Eishockeyspieler
- Anssi Nieminen (* 1967), finnischer Skispringer und Skisprungtrainer
- Anssi Salmela (* 1984), finnischer Eishockeyspieler